# Pertti Karppinen
Pertti Johannes Karppinen (Vehmaa, 17 februari 1953) is een Finse roeier die vooral bekend is om zijn drie opeenvolgende olympische gouden medailles in Skiff (individueel - eenzitter) in 1976, als 23-jarige, 1980 en 1984. Hij won ook de Wereldkampioenschappen in 1979 en 1985. Hij bezit ook een wereldrecord als indoor-roeier. Karppinen maakt deel uit van het brandweerkorps van Helsinki.

## Resultaten
- Olympisch kampioen in skiff in 1976, 1980 en 1984
- Wereldkampioenschappen
- Zilver 1977, 1981, en 1986 in Skiff
- Goud 1979, 1985 (Hazewinkel) in Skiff
- Zilver 1981 in Dubbeltwee (samen met zijn broer Reima)
- Brons 1987 in Skiff

## Stijl
Karppinens stijl was een constante vrij gematigde wedstrijd en eindigen met een groot vermogen, een sprint vanaf de laatste 250m. In het begin  van de wedstrijd liet hij zijn rivalen soms verscheidene bootlengtes voorsprong nemen, door hen daarna ruimschoots bij te halen op het einde van de wedstrijd. Hij was een bijzonder lange roeiatleet van meer dan 2 meter. Daardoor kon hij met een lager tempo en minder roeihalen per wedstrijd 1750 tot 1800m ' in de wedstrijd' blijven om dan het tempo licht op te drijven en vooral het vermogen te doen toenemen.

## Pertti Karppinen en Peter-Michael Kolbe
Karppinen en de grote (West)-Duitse roeier Peter-Michael Kolbe vormden een van de grootste rivalenduo's in de geschiedenis van de sport. Hoewel Kolbe, op Ondřej Synek na, meer olympische en WK medailles heeft dan enige andere afzonderlijke roeier in de geschiedenis, won hij nooit een olympische gouden medaille. Tweemaal, in 1976 en 1984, was Kolbe de hele wedstrijd aan de leiding, en werd dan enkel door Karppinen afgerekend in de laatste paar meters van de wedstrijd . Kolbe en Karppinen stonden niet tegenover elkaar op de Olympische Zomerspelen 1980 in Moskou, omdat toenmalig West-Duitsland koos voor boycot op die spelen om te protesteren tegen de invasie van de Sovjet-Unie in Afghanistan.
Karppinen en Kolbe werden een laatste keer geconfronteerd met elkaar op de Olympische Zomerspelen 1988 te Seoel. Karppinen miste de finale, maar behaalde in de B - finale ( plaats 7 tot 12 ) de zevende plaats. Kolbe won dan opnieuw een zilveren medaille, deze keer geslagen door de Oost-Duitser Thomas Lange. Karppinen behaalde op de Olympische Zomerspelen 1992 van Barcelona op 39-jarige leeftijd de tiende plaats.

## Karppinen en Ivanov in Skiff
Karppinen en de Rus Vjatsjeslav Ivanov zijn de enige twee mannen die een gouden medaille wonnen in skiff op drie opeenvolgende Olympische Spelen.
1900: Hermann Barrelet ·
1904: Frank Greer ·
1908: Harry Blackstaffe ·
1912: William Kinnear ·
1920: John B. Kelly, Sr. ·
1924: Jack Beresford ·
1928: Henry Pearce ·
1932: Henry Pearce ·
1936: Gustav Schäfer ·
1948: Mervyn Wood ·
1952: Joeri Tjoekalov ·
1956: Vjatsjeslav Ivanov ·
1960: Vjatsjeslav Ivanov ·
1964: Vjatsjeslav Ivanov ·
1968: Jan Wienese ·
1972: Joeri Malysjev ·
1976: Pertti Karppinen ·
1980: Pertti Karppinen ·
1984: Pertti Karppinen ·
1988: Thomas Lange ·
1992: Thomas Lange ·
1996: Xeno Müller ·
2000: Robert Waddell ·
2004: Olaf Tufte ·
2008: Olaf Tufte ·
2012: Mahe Drysdale ·
2016: Mahe Drysdale ·
2020: Stefanos Douskos ·
2024: Oliver Zeidler